# 乗蓮寺 (観音寺市)
乗蓮寺（じょうれんじ）は、香川県観音寺市観音寺町2907-17にある臨済宗東福寺派の寺院。山号は普門山。本尊は聖観音。
財田川左岸（南岸）の中津浦にある。かつて本堂の裏手には映画館の観音寺劇場があった。

## 歴史

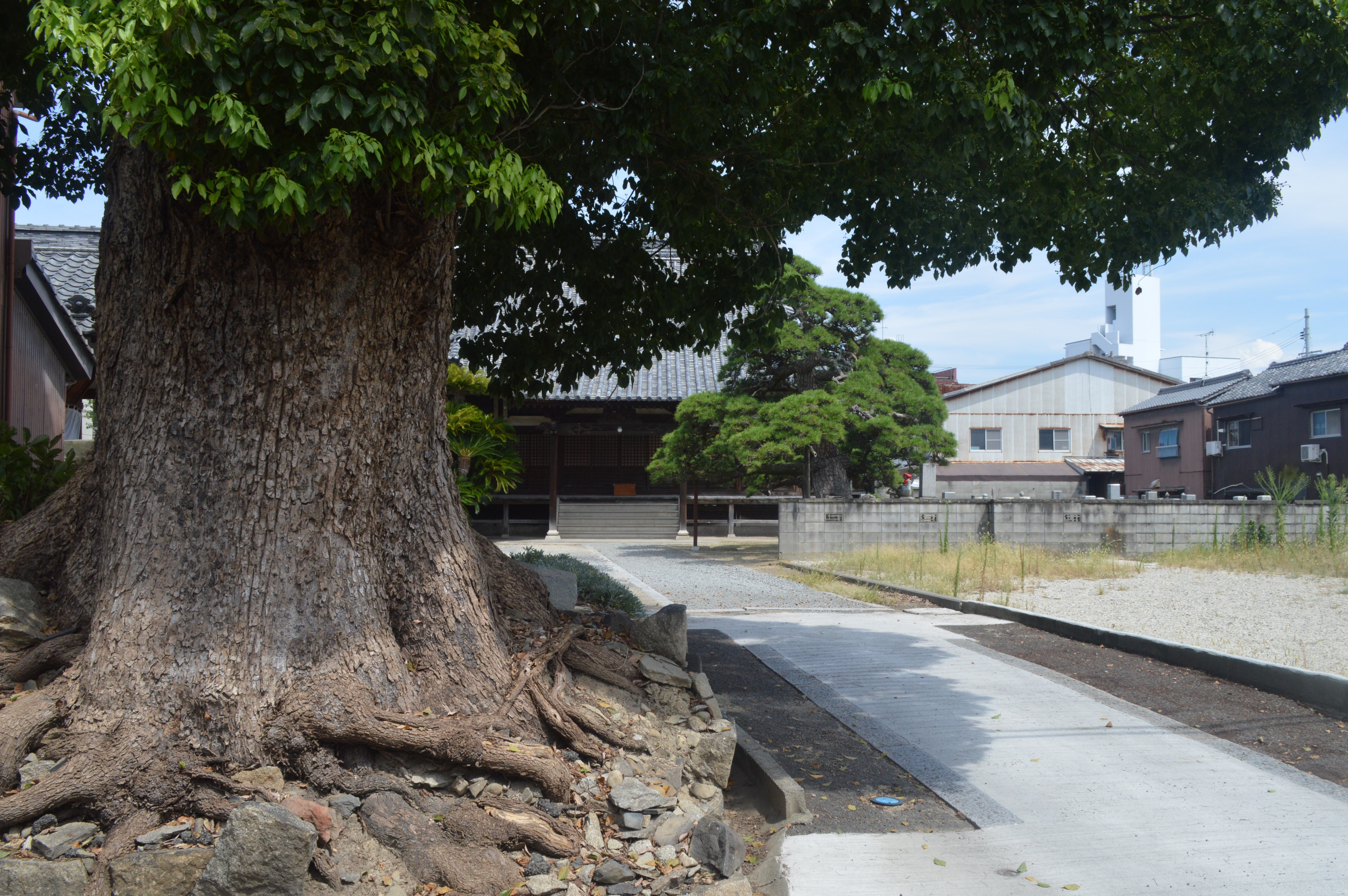
境内

### 創建
寺伝によると、明応2年（1493年）に九十九山城主の細川伊予守が伽藍を建立し、興昌寺の日龝を開山として創建した。

### 近世
文化4年（1807年）の観音寺大火で伽藍が焼失し、その後本堂や庫裏が再建された。安政5年（1858年）に編纂された『西讃府志」には「乗蓮寺に楠の大樹あり、大きさ三囲、此樹に船繋ぎし事あり。文化四年の火にて焼枯す」と書かれている。境内入口には後に植えられたクスノキの大木がそびえている。

### 近代
1873年（明治6年）6月下旬から7月上旬には観音寺周辺で西讃竹槍騒動が起こった。暴徒が多数の寺院や官吏宅などに火をつけて回り、乗蓮寺は再び古記録を焼失した。

## 境内

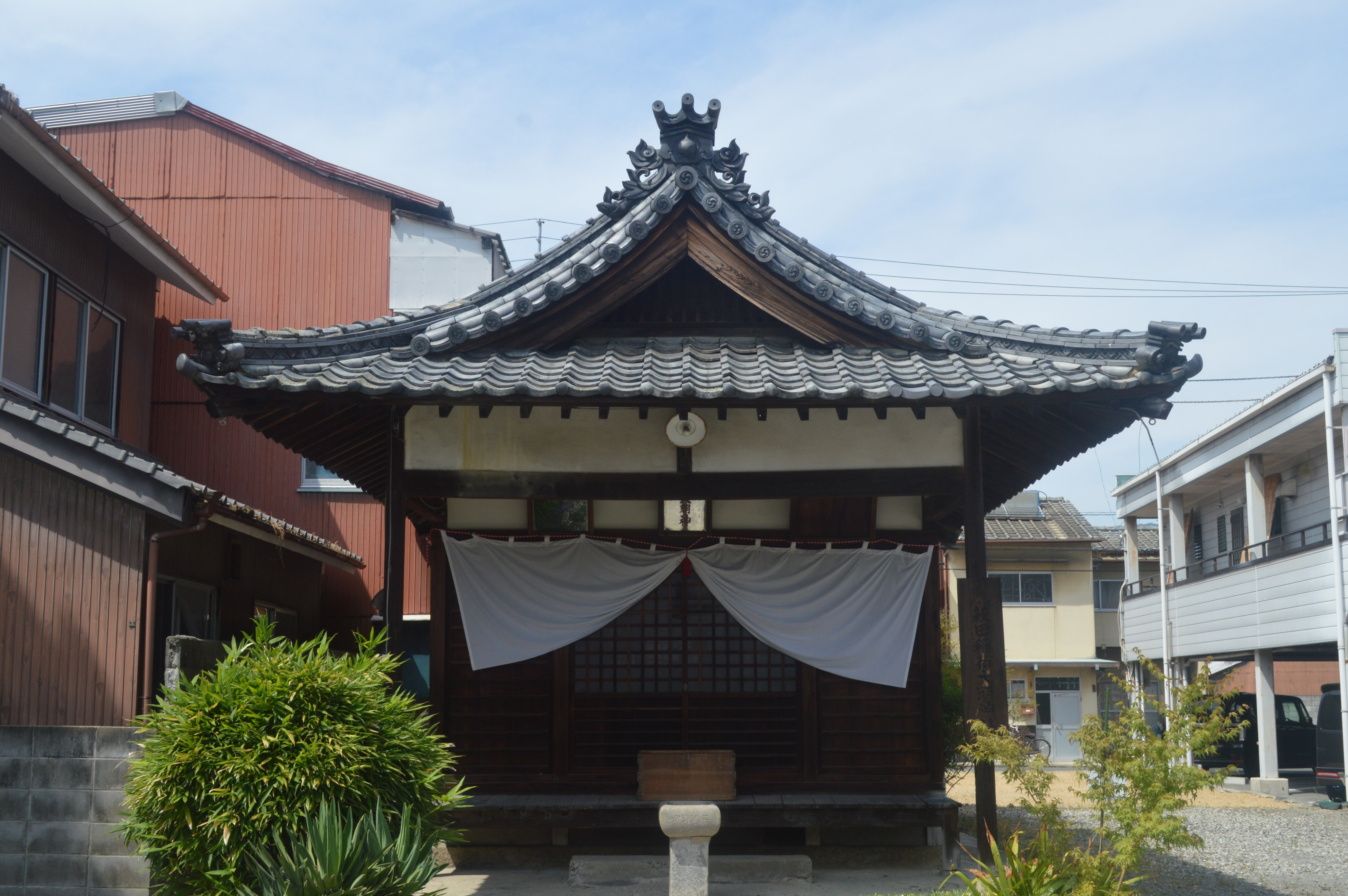
萩田稲荷大明神社

- 本堂
- 萩田稲荷大明神社

## 現地情報
所在地
- 768-0060 香川県観音寺市観音寺町2907-17

交通アクセス
- JR予讃線観音寺駅から徒歩9分